# Rakaca
Rakaca is een plaats (község) en gemeente in het Hongaarse comitaat Borsod-Abaúj-Zemplén. Rakaca telt 907 inwoners (2001).